# Cattedrale di Nostra Signora della Gloria (Valença)
La cattedrale di Nostra Signora della Gloria (Catedral Nossa Senhora da Glória in lingua portoghese) è una chiesa cattolica di Valença, nello stato brasiliano di Rio de Janeiro, ed è cattedrale della diocesi di Valença.
Si trova nel centro della città.
L'edificio attuale fu eretto nel 1820, ma tra il 1917 e il 1970 subì numerosi interventi di restauro.
Ospita il museo di padre Manoel Gomes Leal ed è una delle attrattive turistiche della città.